# Walsworth
Walsworth är en ort i unparished area Hitchin, i distriktet North Hertfordshire, i grevskapet Hertfordshire i England. Walsworth  var en civil parish 1894–1921 när det uppgick i Hitchin Urban. Civil parish hade 592 invånare år 1911.